# Oručan
L'Oručan (in russo Оручан?) è un fiume della Russia siberiana orientale, affluente di destra della Lena. Scorre nel Žiganskij ulus della Sacha-Jacuzia.
Il fiume è formato dalla confluenza dei fiumi Batarynnja (Батарыння, lungo 117 km) proveniente da destra e Ulėgir (Улэгир, 80 km) da sinistra. Drena una piccola zona sul versante occidentale dei monti di Verchojansk, in una loro sezione chiamata monti di Kjuellach; confluisce da destra nel basso corso della Lena, a 818 km dalla foce, ai margini orientali del grande Bassopiano della Jacuzia centrale.
È gelato, mediamente, da ottobre a fine maggio; non incontra nel suo corso centri urbani di rilievo. È un luogo di riproduzione di salmoni e storioni.